# Sporting Club Gaeta
Lo Sporting Club Gaeta 1970 è una squadra di pallamano avente sede a Gaeta, fondata nel 1970.
Milita in Serie B, che è il quarto livello del campionato italiano di pallamano maschile.

## Storia
Lo Sporting Club Gaeta 1970 venne fondata nel 1970 a Gaeta da un gruppo di appassionati della pallamano.
Ottiene subito due promozioni consecutive e così nella stagione 1972-1973 esordisce in serie e durante gli anni settanta fa spola tra la serie A e la serie B.
Dal 1981 al 1993 partecipò ininterrottamente al campionato di serie A e serie A1.
Il 21 Aprile 2002 vince la Coppa Italia di Serie A2 (pallamano maschile), mentre nell'estate 2006 cede il diritto sportivo all'Handball Casarano e riparte dalla serie A2.
Nel 2012 dopo 6 stagioni torna nella massima serie del campionato.
Il 2 giugno 2015 la formazione maschile Under 20 trionfa nelle finali nazionali di categoria disputatesi a Conversano (BA).
Il 7 luglio 2020 rende ufficiale la rinuncia all'iscrizione alla Serie A per problemi finanziari e riparte dal settore giovanile e dalla Serie B.

## Partecipazioni

### Campionati di 1º e 2º livello
| Livello | Categoria                        | Partecipazioni | Debutto   | Ultima stagione | Totale |
| ------- | -------------------------------- | -------------- | --------- | --------------- | ------ |
| 1°      | Serie A                          | 8              | 1972-1973 | 1985-1986       | 25     |
| 1°      | Serie A1                         | 9              | 1986-1987 | 2004-2005       | 25     |
| 1°      | Serie A Élite                    | 1              | 2005-2006 | 2005-2006       | 25     |
| 1°      | Serie A - 1ª Divisione Nazionale | 7              | 2012-2013 | 2018-2019       | 25     |
| 2°      | Serie B                          | 7              | 1971-1972 | 1980-1981       | 19     |
| 2°      | Serie A2                         | 10             | 1992-1993 | 2003-2004       | 19     |
| 2°      | Serie A1                         | 2              | 2010-2011 | 2011-2012       | 19     |

## Palmarès

### Competizioni nazionali
- Coppa Italia di Serie A2: 1

2001-02

### Competizioni giovanili
- Campionato italiano di pallamano maschile U21: 1

2014-15

## Palasport
Lo Sporting Club Gaeta disputava le proprie gare interne presso la struttura geodetica di Gaeta. L'impianto è di proprietà ed è gestito dal Comune di Gaeta. Aveva una capienza complessiva di 500 posti a sedere.
Nel 2013/2014 si è trasferita presso il PalaSanPietro a Formia.
Dalla stagione 2016/2017 disputa le proprie partite presso il Palasport di Fondi.
Dalla stagione 2023/2024 torna a disputare le gare casalinghe a Gaeta, nel nuovo palasport sito in Via Venezia che ha una capienza di 300 spettatori.

## Rosa 2019-2020

### Giocatori
| N° | Naz.                            | Ruolo | Sportivo                | Anno |  |  |
| -- | ------------------------------- | ----- | ----------------------- | ---- |  |  |
| 1  | Italia (bandiera)               | P     | Antonino Scavone        | 1989 |  |  |
| 28 | Italia (bandiera)               | P     | Massimiliano Maggiacomo | 2002 |  |  |
| 97 | Italia (bandiera)               | P     | Gabriele Randes         | 1997 |  |  |
| 3  | Italia (bandiera)               | PV    | Francesco Cascone       | 1993 |  |  |
| 5  | Argentina (bandiera)            | A     | Francisco Lombardi      | 1995 |  |  |
| 8  | Italia (bandiera)               | T     | Valerio Viggiano        | 1991 |  |  |
| 9  | Italia (bandiera)               | A     | Lorenzo Uttaro          | 2002 |  |  |
| 10 | Italia (bandiera)               | T     | Omar Santinelli         | 1995 |  |  |
| 13 | Italia (bandiera)               | A     | Marco Bottino           | 2002 |  |  |
| 15 | Italia (bandiera)               | T     | Luigi la Monica         | 1991 |  |  |
| 17 | Bosnia ed Erzegovina (bandiera) | T     | Goran Šarenac           | 1990 |  |  |
| 20 | Italia (bandiera)               | T     | Andrea Antetomaso       | 1995 |  |  |
| 21 | Italia (bandiera)               | T     | Andrea Panzarini        | 1999 |  |  |
| 23 | Argentina (bandiera)            | A     | Gian Valentino Rossetto | 1996 |  |  |
| 24 | Russia (bandiera)               | T     | Nikolay Bliznov         | 1994 |  |  |
| 99 | Italia (bandiera)               | T     | Davide Pantanella       | 2000 |  |  |

### Staff
- 1º Allenatore:  Salvatore Onelli
- 2º Allenatore:  Salvatore Medina